# Champeau-en-Morvan
Champeau-en-Morvan è un comune francese di 256 abitanti situato nel dipartimento della Côte-d'Or, nella regione della Borgogna-Franca Contea.

## Società

### Evoluzione demografica
Abitanti censiti